# Musa Çelebi
Pour les articles homonymes, voir Çelebi.
Musa Çelebi (en arabe : موسى جلبي), né vers 1388 et mort le 5 juillet 1413 à Bursa, il est le fils de Bayezid Ier, le quatrième sultan ottoman.

## Contexte
Musa était l'un des fils de Bayezid Ier, le quatrième sultan ottoman.Il n'y a pas de consensus sur l'origine de sa mère ; elle était soit la fille du bey des Germiyans turcs, soit une princesse byzantine. Après la bataille d'Ankara, au cours de laquelle Beyazıt a été vaincu par Tamerlan, Musa et Beyazıt ont été faits prisonniers de guerre par Tamerlan. Cependant, après la mort de Beyazıt en 1403, il a été libéré. Il est retourné chez lui, qui était maintenant dans la tourmente et a tenté d'accéder au trône à Bursa, la capitale anatolienne de l'empire. Cependant, trois de ses frères ont également revendiqué le trône ottoman : en Asie, Isa Çelebi à Balıkesir et Mehmed à Amasya et en Europe, Suleyman Bey à Edirne, la capitale européenne (l'Empire ottoman à l'époque avait deux capitales, car l'empire byzantin en déclin à Constantinople séparait les deux parties des terres ottomanes).

### Interrègne
İsa a vaincu Musa et s'empara de Bursa. Musa s'est réfugié en territoire Germiyan, où il a attendu un moment propice pour réessayer. En 1406, Mehmet, qui avait vaincu İsa, devint le seul dirigeant de la partie anatolienne de l'empire, mais il n'était pas de taille pour Süleyman de la partie européenne. Mehmet et Musa se sont rencontrés à Kırşehir en Anatolie centrale et ont formé une alliance contre Süleyman. La plupart des beylicats en Anatolie ont également soutenu cette alliance. Selon les termes de l'alliance, Musa a été transféré dans la partie européenne au-dessus de la mer Noire où il s'est allié avec Mircea Ier de Valachie.
Süleyman devait désormais lutter sur deux fronts, contre Mehmet en Anatolie et contre Musa en Europe. Cette stratégie a été partiellement réussie, car Süleyman a abandonné ses espoirs de conquérir la partie anatolienne de l'empire. Cependant, il a réussi à vaincre Musa. Malgré sa défaite, Musa a continué avec des tactiques de délit de fuite contre Süleyman jusqu'en 1410. Pendant ce temps, Süleyman avait perdu la plupart de ses alliés précédents en raison de son caractère incontrôlable. En 1411, La tactique de Musa a finalement donné la victoire et il a capturé Edirne. Süleyman vaincu, alors qu'il tentait de s'échapper dans les territoires byzantins, fut tué par des villageois le 18 février 1411, et Musa se retrouva co-sultan de l'empire,.

### En tant que co-sultan
Les détails de la précédente alliance Mehmet-Musa ne sont pas clairs. Musa s'est déclaré le sultan de la partie européenne de l'empire, tandis que Mehmet considérait Musa comme son vassal.
Musa a assiégé Constantinople (Istanbul moderne) en guise de rétribution pour le soutien de Manuel II Paléologue à Süleyman lors des précédentes batailles entre Musa et Süleyman. Manuel II s'est tourné vers Mehmet pour obtenir son soutien, qui a trahi Musa et mis en place une nouvelle alliance entre lui et les Byzantins contre Musa.
En 1411 et en 1412, les forces de Mehmet se heurtèrent à celles de Musa, et dans les deux cas, Mehmet fut vaincu. En 1413, ce dernier obtient le soutien du monarque serbe Stefan Lazarević et du bey des Dulkadir, ainsi que certains des généraux de l'armée de Musa. Il a vaincu les forces de Musa lors de la bataille de Çamurlu près de Samokov, en Bulgarie. Blessé et tentant de s'échapper, Musa a été repéré et tué le 5 juillet 1413,.

### Conséquences
La mort de Musa a mis fin à l'interrègne ottoman. Son frère Mehmet est devenu le sultan Mehmed Ier. Cependant, en 1416, Cheikh Bedreddin, l'un des anciens alliés de Musa (juge militaire en chef), mené une révolte infructueuse contre Mehmet. D’autres rébellions de Mustafa Çelebi ont pu être considérées comme la poursuite de l’interrègne.
Un autre des fils de Beyazıt et l'un des frères de Musa, Mehmet et Süleyman qui se cachaient en Anatolie. Mustafa était un cinquième prétendant au trône et il a lutté contre son frère Mehmet en 1416 et son neveu Murat II en 1421 sans succès.